# 二其营站
二其营站是一个锦承线上的铁路车站，位于辽宁省朝阳市二其营，建于1927年，目前为五等站，邮政编码为122001。目前客运：办理旅客乘降；不办理行李、包裹托运；不办理货运营业。